# 董集镇
董集镇，是中华人民共和国山東省东营市垦利区下辖的一个行政建制镇。

## 行政区划
董集镇下辖以下地区：
小官村、胡家村、刘家村、车宫村、董集村、赵马村、官庄村、佐王村、秦家村、北薛村、刘王村、大户村、东户村、南户村、七井村、东韩村、大王村、小王村、石家村、郑家村、邱家村、崔家村、北范村、小街村、东范村、南范村、宋王村、杨庙村、后许村、前许村、新李村、西韩村、罗家村和西郊现代服务区董集段类似社区。

## 人口
2010年中国第六次人口普查时，董集镇共有人口18464人。共有家庭6152户，平均每户2.92人。14岁以下的少年儿童共3317人，占总人口17.96%；15-64岁人口共12988人，占总人口70.34%；65岁及以上的老年人共2159人，占总人口的11.69%。男性共计9293人，占总人口50.33%；女性共计9171，占总人口49.66%。本地居住的人口中，拥有本地户籍的人口为16444人，占89.05%。